# Campeonato Paranaense de Futsal de 2016
O Campeonato Paranaense de Futsal de 2016, foi a 22ª edição da principal competição da modalidade no estado, sua organização é de competência da Federação Paranaense de Futsal.

## Fórmula de Disputa
O Campeonato Paranaense de Futsal da Divisão Especial Série Ouro 2016, será disputado em cinco fases com o início previsto para o dia 17 de março.
Taça Paraná de Futsal (Primeira Fase)
Na Primeira fase, as 12 equipes jogam entre si em Turno e Returno. Se qualificam para a Segunda Fase os 10 melhores colocados, sendo que o clube que terminar com a 1ª posição garante o título da Taça Paraná de Futsal (Troféu Jorge Kudri);
Segunda Fase
As doze equipes classificadas, serão distribuídas em dois grupos, de seis componentes, disputando jogos em Turno e Returno, com partidas de ida e volta. Os quatro mais bem posicionados, garantem presença na Terceira Fase (Quartas de Final).
Terceira Fase (Quartas-de-Final)
Os oito classificados, serão divididos em quatro chaves de duas equipes, jogando em Play-Off eliminatório de duas partidas, e em caso de empate ou vitórias alternadas três, persistindo a igualdade na terceira partida, a equipe de melhor campanha tem a vantagem do empate, para ficar com a vaga. As melhores posicionadas da Primeira Fase, jogarão a segunda partida em casa, assim como a terceira se esta for necessária. Classificam-se para a Quarta Fase (Semi-Final) as quatro equipes vencedoras de cada chave.
Quarta Fase (Semi-Final)
Os quatro classificados, serão divididos em duas chaves, jogando em Play-Off eliminatório de duas partidas, e em caso de empate ou vitórias alternadas três, persistindo a igualdade na terceira partida, a equipe de melhor campanha tem a vantagem do empate, para ficar com a vaga. As melhores posicionadas da Primeira Fase, jogarão a segunda partida em casa, assim como a terceira se esta for necessária. Classificam-se para a Quinta Fase (Final) as equipes vencedoras de cada chave.
Quinta Fase (Final)
Os dois times vencedores, disputam a grande final do torneio a fim de definir o campeão da edição. A decisão ocorrerá em duas partidas, e em caso de empate ou vitórias alternadas três, persistindo a igualdade na terceira partida, a equipe de melhor campanha tem a vantagem do empate, para ficar com o título. O melhor posicionado da Primeira Fase, jogará a segunda partida em casa, assim como a terceira se esta for necessária.
Rebaixamento
As duas piores equipes do campeonato na Primeira Fase (Taça Paraná de Futsal) serão rebaixadas para a Série Prata.
Critérios de Desempate
1. Equipe que obtiver o maior número de pontos;
2. Confronto direto;
3. Goal Average (maior quociente da divisão do número de gols marcados pelo número de gols sofridos);
4. Menor média de gols sofridos na Fase (número de gols sofridos divididos pelo número de jogos);
5. Maior média de gols marcados na Fase (número de gols feitos dividido pelo número de jogos);
6. Maior saldo;
7. Maior média de público;

## Participantes em2016
| Clube         | Cidade                  | Em 2015          | Ginásio                 | Títulos                           |
| ------------- | ----------------------- | ---------------- | ----------------------- | --------------------------------- |
| A.C.F         | Cascavel                | 12º              | Sérgio Mauro Festugatto | 0 (não possui)                    |
| Caramuru      | Castro                  | 9º               | Douglas Pereira         | 0 (não possui)                    |
| Cascavel      | Cascavel                | 8º               | Neva                    | 5 (2003, 2004, 2005, 2011 e 2012) |
| Dois Vizinhos | Dois Vizinhos           | 11º              | Teodorico Guimarães     | 0 (não possui)                    |
| Copagril      | Marechal Cândido Rondon | 5º               | Ney Braga               | 2 (2009 e 2013)                   |
| Foz Cataratas | Foz do Iguaçu           | 3º               | Costa Cavalcanti        | 0 (não possui)                    |
| Guarapuava    | Guarapuava              | 1º               | Joaquim Prestes         | 3 (2010, 2014 e 2015)             |
| Keima         | Ponta Grossa            | 9º               | Oscar Pereira           | 0 (não possui)                    |
| Marreco       | Francisco Beltrão       | 4º               | Arrudão                 | 0 (não possui)                    |
| São Lucas     | Paranavaí               | 6º               | Lacerdinha              | 0 (não possui)                    |
| Toledo        | Toledo                  | 1º (Série Prata) | Alcides Pan             | 0 (não possui)                    |
| Umuarama      | Umuarama                | 2º               | Amário Vieira da Costa  | 2 (2007 e 2008)                   |

## Taça Paraná de Futsal
| Pos | Times         | Pts | J  | V  | E | D  | GP | GC | SG  | GA   | %     | Classificação                             |
| --- | ------------- | --- | -- | -- | - | -- | -- | -- | --- | ---- | ----- | ----------------------------------------- |
| 1   | Keima         | 45  | 22 | 13 | 6 | 3  | 72 | 42 | +30 | 1,71 | 68,2% | Campeão da Taça Paraná de Futsal          |
| 2   | Guarapuava    | 42  | 22 | 12 | 6 | 4  | 68 | 46 | +22 | 1,48 | 63,6% | Zona de Classificação para a Segunda Fase |
| 3   | Marreco       | 40  | 22 | 13 | 1 | 8  | 68 | 45 | +23 | 1,51 | 60,6% | Zona de Classificação para a Segunda Fase |
| 4   | Umuarama      | 39  | 22 | 12 | 3 | 7  | 54 | 54 | 0   | 1,00 | 59,1% | Zona de Classificação para a Segunda Fase |
| 5   | Copagril      | 39  | 22 | 11 | 6 | 5  | 62 | 41 | +21 | 1,51 | 59,1% | Zona de Classificação para a Segunda Fase |
| 6   | Caramuru      | 32  | 22 | 8  | 8 | 6  | 43 | 42 | +1  | 1,02 | 48,5% | Zona de Classificação para a Segunda Fase |
| 7   | Cascavel      | 29  | 22 | 8  | 5 | 9  | 47 | 38 | +9  | 1,24 | 43,9% | Zona de Classificação para a Segunda Fase |
| 8   | Foz Cataratas | 29  | 22 | 9  | 2 | 11 | 47 | 57 | -10 | 0,82 | 43,9% | Zona de Classificação para a Segunda Fase |
| 9   | São Lucas     | 26  | 22 | 7  | 5 | 10 | 35 | 47 | -12 | 0,74 | 39,4% | Zona de Classificação para a Segunda Fase |
| 10  | Toledo        | 24  | 22 | 6  | 6 | 10 | 47 | 53 | -6  | 0,89 | 36,4% | Zona de Classificação para a Segunda Fase |
| 11  | Dois Vizinhos | 11  | 22 | 3  | 2 | 17 | 26 | 76 | -50 | 0,34 | 16,7% | Zona de Rebaixamento à Série Prata 2017   |
| 12  | A.C.F         | 9   | 22 | 2  | 6 | 14 | 36 | 64 | -28 | 0,56 | 18,2% | Zona de Rebaixamento à Série Prata 2017   |

- O Cascavel foi desfiliado pela Federação Paranaense de Futsal e excluído do campeonato, porém, após resolver a situação foi recolocado no campeonato, mas os resultados dos dois jogos que foram cancelados nesse intervalo foram mantidos como WxO.[2]
- A A.C.F perdeu 3 pontos por escalação irregular de atleta.[3]

### Confrontos
Para ler a tabela, a linha horizontal representa os jogos da equipe como mandante. A coluna vertical indica os jogos da equipe como visitante.
|               | ACF | CAR | CAS | COP | DOI | FCA | GUA | KEI | MAR | SLU | TOL | UMU |
| ------------- | --- | --- | --- | --- | --- | --- | --- | --- | --- | --- | --- | --- |
| A.C.F         | —   | 3-3 | 2-3 | 0-1 | 2-3 | 1-1 | 3-3 | 1-1 | 2-6 | 1-1 | 1-0 | 2-5 |
| Caramuru      | 2-1 | —   | 3-1 | 1-1 | 4-0 | 1-3 | 4-4 | 2-2 | 2-2 | 1-0 | 2-4 | 4-0 |
| Cascavel      | 7-1 | 6-1 | —   | 3-0 | 5-1 | 5-3 | 1-1 | 0-0 | 0-2 | O-W | 1-1 | 4-5 |
| Copagril      | 3-3 | 4-1 | 3-2 | —   | 3-1 | 3-1 | 3-5 | 1-1 | 7-1 | 7-1 | 5-2 | 2-4 |
| Dois Vizinhos | 2-4 | 1-0 | 0-0 | 1-4 | —   | 1-3 | 0-3 | 0-4 | 0-4 | 4-0 | 2-4 | 1-4 |
| Foz Cataratas | 4-3 | 1-2 | W-O | 4-4 | 2-1 | —   | 2-5 | 1-4 | 4-3 | 1-0 | 3-1 | 1-3 |
| Guarapuava    | 2-1 | 2-0 | 3-0 | 2-2 | 4-3 | 3-1 | —   | 4-2 | 4-2 | 4-1 | 4-4 | 6-1 |
| Keima         | 3-1 | 2-2 | 3-1 | 1-3 | 9-0 | 5-4 | 5-5 | —   | 4-3 | 2-4 | 6-5 | 1-0 |
| Marreco       | 6-0 | 0-2 | 4-1 | 2-1 | 5-0 | 5-1 | 4-3 | 2-3 | —   | 4-0 | 3-2 | 3-0 |
| São Lucas     | 2-0 | 1-1 | 1-2 | 1-3 | 1-1 | 4-3 | 2-1 | 2-4 | 4-2 | —   | 2-2 | 4-2 |
| Toledo        | 2-1 | 2-3 | 2-2 | 4-2 | 4-2 | 0-1 | 2-1 | 1-3 | 0-3 | 1-1 | —   | 2-2 |
| Umuarama      | 4-3 | 2-2 | 0-3 | 0-0 | 7-2 | 3-2 | 2-0 | 0-7 | 5-2 | 2-1 | 3-2 | —   |

| Vitória do mandante; Vitória do visitante; Empate. | Em negrito os jogos "clássicos". |

## Premiação
| Taça Paraná de Futsal de 2016    |
| -------------------------------- |
| Keima Futsal Campeão (1º título) |

## Segunda Fase

### Grupo A
| Pos | Times         | Pts | J | V | E | D | GP | GC | SG  | GA   | %     | Classificação                       |
| --- | ------------- | --- | - | - | - | - | -- | -- | --- | ---- | ----- | ----------------------------------- |
| 1   | Keima         | 18  | 8 | 6 | 0 | 2 | 27 | 15 | +12 | 1,80 | 75,0% | Zona de Classificação aos Play-Offs |
| 2   | Umuarama      | 14  | 8 | 4 | 2 | 2 | 24 | 20 | +4  | 1,20 | 58,3% | Zona de Classificação aos Play-Offs |
| 3   | Foz Cataratas | 9   | 8 | 2 | 3 | 3 | 22 | 23 | -1  | 0,96 | 37,5% | Zona de Classificação aos Play-Offs |
| 4   | Caramuru      | 8   | 8 | 2 | 2 | 4 | 15 | 23 | -8  | 0,65 | 33,3% | Zona de Classificação aos Play-Offs |
| 5   | Toledo        | 6   | 8 | 1 | 3 | 4 | 14 | 21 | -7  | 0,67 | 25,0% | Zona de Eliminação                  |

#### Confrontos
Para ler a tabela, a linha horizontal representa os jogos da equipe como mandante. A coluna vertical indica os jogos da equipe como visitante.
|               | KEI | UMU | CAR | FCA | TOL |
| ------------- | --- | --- | --- | --- | --- |
| Keima         | —   | 3-1 | 3-0 | 5-2 | 4-1 |
| Umuarama      | 4-3 | —   | 5-2 | 3-3 | 2-1 |
| Caramuru      | 3-2 | 1-4 | —   | 2-1 | 1-2 |
| Foz Cataratas | 2-4 | 7-4 | 2-2 | —   | 3-1 |
| Toledo        | 2-4 | 1-1 | 4-4 | 2-2 | —   |

| Vitória do mandante; Vitória do visitante; Empate. | Em vermelho os jogos da próxima rodada; Em negrito os jogos "clássicos". |

#### Desempenho por rodada
Clubes que ficaram na primeira colocação ao final de cada rodada
| Rodadas | Rodadas | Rodadas | Rodadas | Rodadas | Rodadas | Rodadas | Rodadas | Rodadas | Rodadas |
| ------- | ------- | ------- | ------- | ------- | ------- | ------- | ------- | ------- | ------- |
| 1       | 2       | 3       | 4       | 5       | 6       | 7       | 8       | 9       | 10      |
| FOZ     | KEI     | KEI     | KEI     | KEI     | UMU     | KEI     | KEI     | KEI     | KEI     |

Clubes que ficaram na última colocação ao final de cada rodada
| Rodadas | Rodadas | Rodadas | Rodadas | Rodadas | Rodadas | Rodadas | Rodadas | Rodadas | Rodadas |
| ------- | ------- | ------- | ------- | ------- | ------- | ------- | ------- | ------- | ------- |
| 1       | 2       | 3       | 4       | 5       | 6       | 7       | 8       | 9       | 10      |
| KEI     | TOL     | TOL     | CAR     | CAR     | FOZ     | CAR     | CAR     | TOL     | TOL     |

### Grupo B
| Pos | Times      | Pts | J | V | E | D | GP | GC | SG  | GA   | %     | Classificação                       |
| --- | ---------- | --- | - | - | - | - | -- | -- | --- | ---- | ----- | ----------------------------------- |
| 1   | Copagril   | 17  | 8 | 5 | 2 | 1 | 22 | 10 | +12 | 2,20 | 70,8% | Zona de Classificação aos Play-Offs |
| 2   | Marreco    | 13  | 8 | 3 | 4 | 1 | 15 | 11 | +4  | 1,36 | 54,2% | Zona de Classificação aos Play-Offs |
| 3   | Guarapuava | 13  | 8 | 4 | 1 | 3 | 22 | 16 | +6  | 1,38 | 54,2% | Zona de Classificação aos Play-Offs |
| 4   | Cascavel   | 8   | 8 | 2 | 2 | 4 | 13 | 20 | -7  | 0,65 | 33,3% | Zona de Classificação aos Play-Offs |
| 5   | São Lucas  | 4   | 8 | 1 | 1 | 6 | 10 | 25 | -15 | 0,40 | 16,7% | Zona de Eliminação                  |

#### Confrontos
Para ler a tabela, a linha horizontal representa os jogos da equipe como mandante. A coluna vertical indica os jogos da equipe como visitante.
|            | GUA | MAR | COP | CAS | SLU |
| ---------- | --- | --- | --- | --- | --- |
| Guarapuava | —   | 3-3 | 1-3 | 5-1 | 4-0 |
| Marreco    | 3-1 | —   | 1-0 | 0-0 | 2-0 |
| Copagril   | 3-2 | 2-2 | —   | 2-0 | 5-1 |
| Cascavel   | 2-4 | 2-1 | 3-3 | —   | 4-3 |
| São Lucas  | 1-2 | 3-3 | 0-4 | 2-1 | —   |

| Vitória do mandante; Vitória do visitante; Empate. | Em vermelho os jogos da próxima rodada; Em negrito os jogos "clássicos". |

#### Desempenho por rodada
Clubes que ficaram na primeira colocação ao final de cada rodada
| Rodadas | Rodadas | Rodadas | Rodadas | Rodadas | Rodadas | Rodadas | Rodadas | Rodadas | Rodadas |
| ------- | ------- | ------- | ------- | ------- | ------- | ------- | ------- | ------- | ------- |
| 1       | 2       | 3       | 4       | 5       | 6       | 7       | 8       | 9       | 10      |
| SLU     | GUA     | GUA     | GUA     | COP     | COP     | COP     | MAR     | COP     | COP     |

Clubes que ficaram na última colocação ao final de cada rodada
| Rodadas | Rodadas | Rodadas | Rodadas | Rodadas | Rodadas | Rodadas | Rodadas | Rodadas | Rodadas |
| ------- | ------- | ------- | ------- | ------- | ------- | ------- | ------- | ------- | ------- |
| 1       | 2       | 3       | 4       | 5       | 6       | 7       | 8       | 9       | 10      |
| GUA     | SLU     | SLU     | CAS     | CAS     | CAS     | SLU     | SLU     | SLU     | SLU     |

## Play-Offs
Em itálico, os times que possuem o mando de campo no primeiro jogo do confronto e em negrito os times classificados.
|  | Quartas de final    | Quartas de final    | Quartas de final | Quartas de final                |   |   | Semifinais          | Semifinais | Semifinais | Semifinais |  |  | Final | Final | Final | Final |
|  |                     |                     |                  |                                 |   |   |                     |            |            |            |  |  |       |       |       |       |
|  | 11 e 19 de novembro |                     |                  |                                 |   |   |                     |            |            |            |  |  |       |       |       |       |
|  |                     |                     |                  |                                 |   |   |                     |            |            |            |  |  |       |       |       |       |
|  | Keima               | 2                   | 1                |                                 |   |   |                     |            |            |            |  |  |       |       |       |       |
|  | Keima               | 2                   | 1                | 26 de novembro e 03 de dezembro |   |   |                     |            |            |            |  |  |       |       |       |       |
|  | Cascavel            | 2                   | 0                |                                 |   |   |                     |            |            |            |  |  |       |       |       |       |
|  | Cascavel            | 2                   | 0                | Keima                           | 1 | 4 |                     |            |            |            |  |  |       |       |       |       |
|  | 15 e 19 de novembro |                     |                  | Keima                           | 1 | 4 |                     |            |            |            |  |  |       |       |       |       |
|  |                     | Marreco             | 1                | 1                               |   |   |                     |            |            |            |  |  |       |       |       |       |
|  | Marreco             | Marreco             | 1                | 1                               | 4 | 3 |                     |            |            |            |  |  |       |       |       |       |
|  | Marreco             |                     |                  |                                 | 4 | 3 | 09 e 19 de dezembro |            |            |            |  |  |       |       |       |       |
|  | Foz Cataratas       | 2                   | 1                |                                 |   |   |                     |            |            |            |  |  |       |       |       |       |
|  | Foz Cataratas       | 2                   | 1                | Keima                           | 0 | 0 |                     |            |            |            |  |  |       |       |       |       |
|  | 17 e 21 de novembro |                     |                  | Keima                           | 0 | 0 |                     |            |            |            |  |  |       |       |       |       |
|  |                     | Copagril            | 2                | 1                               |   |   |                     |            |            |            |  |  |       |       |       |       |
|  | Copagril            | Copagril            | 2                | 1                               | 2 | 5 |                     |            |            |            |  |  |       |       |       |       |
|  | Copagril            | 01 e 05 de dezembro |                  |                                 | 2 | 5 |                     |            |            |            |  |  |       |       |       |       |
|  | Caramuru            | 2                   | 1                |                                 |   |   |                     |            |            |            |  |  |       |       |       |       |
|  | Caramuru            | 2                   | 1                | Copagril                        | 5 | 4 |                     |            |            |            |  |  |       |       |       |       |
|  | 11 e 19 de novembro |                     |                  | Copagril                        | 5 | 4 |                     |            |            |            |  |  |       |       |       |       |
|  |                     | Guarapuava          | 3                | 2                               |   |   |                     |            |            |            |  |  |       |       |       |       |
|  | Guarapuava          | Guarapuava          | 3                | 2                               | 4 | 4 |                     |            |            |            |  |  |       |       |       |       |
|  | Guarapuava          |                     |                  |                                 | 4 | 4 |                     |            |            |            |  |  |       |       |       |       |
|  | Umuarama            | 1                   | 4                |                                 |   |   |                     |            |            |            |  |  |       |       |       |       |
|  | Umuarama            | 1                   | 4                |                                 |   |   |                     |            |            |            |  |  |       |       |       |       |

## Final

### Primeiro jogo
| 09 de dezembro | Copagril                    | 2 - 0     | Keima | Ney Braga |
| 20:10          | Biel 01:32' · Parrel 34:02' | Relatório |       | Árbitro: Ednei Custódio da Silva Árbitro2:Marcio Elechandre Carneiro Cronometrista:Robson Zambrana de Macedo Anotador: Wilson de Oliveira Junior |

### Segundo jogo
| 19 de dezembro | Keima | 0 - 1     | Copagril      | Oscar Pereira |
| 20:30          |       | Relatório | Parrel 27:34' | Árbitro: Flávio Marcus Árbitro2:Alfredo Carlos Wagner Cronometrista:Eilbo Tomarolli Neto Anotador: Alexandre Albertoni Neto |

## Classificação Final
| Pos | Times         | Pts | J  | V  | E  | D  | GP  | GC | SG  | GA   | %     | Classificação                   |
| --- | ------------- | --- | -- | -- | -- | -- | --- | -- | --- | ---- | ----- | ------------------------------- |
| 1   | Copagril      | 72  | 36 | 21 | 9  | 6  | 103 | 57 | +46 | 1,81 | 66,7% | Campeão                         |
| 2   | Keima         | 71  | 36 | 21 | 8  | 7  | 108 | 64 | +44 | 1,69 | 65,7% | Vice-campeão                    |
| 3   | Marreco       | 60  | 34 | 18 | 6  | 10 | 92  | 64 | +28 | 1,44 | 58,8% | Eliminados nas semifinais       |
| 4   | Guarapuava    | 59  | 34 | 17 | 8  | 9  | 103 | 76 | +27 | 1,36 | 57,8% | Eliminados nas semifinais       |
| 5   | Umuarama      | 54  | 32 | 16 | 6  | 10 | 83  | 83 | 0   | 1,00 | 56,2% | Eliminados nas quartas de final |
| 6   | Caramuru      | 41  | 32 | 10 | 11 | 11 | 61  | 72 | -11 | 0,85 | 42,7% | Eliminados nas quartas de final |
| 7   | Foz Cataratas | 38  | 32 | 11 | 5  | 16 | 72  | 87 | -15 | 0,83 | 39,6% | Eliminados nas quartas de final |
| 8   | Cascavel      | 38  | 32 | 10 | 8  | 14 | 62  | 61 | +1  | 1,02 | 39,6% | Eliminados nas quartas de final |
| 9   | Toledo        | 30  | 30 | 7  | 9  | 14 | 61  | 74 | -13 | 0,82 | 33,3% | Eliminados na segunda fase      |
| 10  | São Lucas     | 30  | 30 | 8  | 6  | 16 | 45  | 72 | -27 | 0,63 | 33,3% | Eliminados na segunda fase      |
| 11  | Dois Vizinhos | 11  | 22 | 3  | 2  | 17 | 26  | 76 | -50 | 0,34 | 16,7% | Rebaixados à Série Prata 2017   |
| 12  | A.C.F         | 9   | 22 | 2  | 6  | 14 | 36  | 64 | -28 | 0,56 | 18,2% | Rebaixados à Série Prata 2017   |

## Artilharia
| Posição | Jogador        | Clube      | Gols |
| ------- | -------------- | ---------- | ---- |
| 1       | Sol Sales      | Umuarama   | 26   |
| 2       | Daniel Feitosa | Guarapuava | 22   |
| 3       | Rafael Vilela  | Keima      | 20   |
| 4       | Guilherme Gaio | Toledo     | 17   |
| 5       | Parrel         | Copagril   | 16   |

## Premiação
| Chave Ouro 2016              |
| ---------------------------- |
| Copagril Campeão (3º título) |